# نشان برای خدمت به میهن
نشان برای خدمت به میهن (ترکی آذربایجانی: «Vətənə xidmətə görə» Ordeni) یکی از مدالهای جمهوری آذربایجان است. تأسیس این نشان با فرمان شماره ۵۱۴- ای‌ای‌ق الهام علی‌اف، رئیس‌جمهوری آذربایجان به تاریخ ۷ نوامبر سال ۲۰۰۳، رقم خورد.

## شرایط اهدا
نشان برای خدمت به میهن به افراد واجد شرایط زیر تعلق می‌گیرد.
- وفاداری به جمهوری آذربایجان، انجام شایسته و صادقانه وظایف اداری خود
- خدمت سازنده و مؤثر، حرفه‌ای‌گری سطح بالا و دستاوردهای مخصوص در خدمات عمومی
- مشارکت ویژه در ایجاد دولت ملی
- مشارکت ویژه در زمینه‌های علمی، آموزشی و بهداشتی

این نشان از سه نوع برخوردار می‌باشد، که به شرح ذیل است:
- نشان برای خدمت به میهن درجه یک
- نشان برای خدمت به میهن درجه دو
- نشان برای خدمت به میهن درجه سه

نشان برای خدمت به میهن در سمت چپ سینه نصب می‌شود. در صورتی که دریافت کننده نشان‌های دیگری را داشته باشد، این مدال بعد از آن‌ها قلاب می‌شود.